# Lagoa da Vela
A Lagoa da Vela é uma das 5 lagoas do concelho da Figueira da Foz e faz parte do sistema de lagoas dulçaquícolas de Quiaios, Bom Sucesso e Tocha.
Situa-se na freguesia de Bom Sucesso, juntos às Dunas de Quiaios e está inserida numa área protegida, Rede Natura; Resolução de Conselho de Ministros no 76/2000, de 5 de Julho (Área de Refúgio de Caça). As suas coordenadas geográficas são LAT: 40.2666667 e LON: -8.8500000.
Localiza-se numa área de cordões dunares estabilizados (lado oceânico das lagoas) e areias eólicas sem estrutura dunar (lado continental). É uma área com solos muito permeáveis, lexiviados e podzolizados.